# Shunji Kōno
Shunji Kōno (河野 俊嗣, Kōno Shunji) est un homme politique japonais, né le 8 septembre 1964 à Kure.
Il est élu au poste de gouverneur de la préfecture de Miyazaki en 2011.